# Parexilisia indecisa
Parexilisia indecisa är en fjärilsart som beskrevs av De Toulgoët 1956. Parexilisia indecisa ingår i släktet Parexilisia och familjen björnspinnare. Inga underarter finns listade i Catalogue of Life.